# Difosfat—serin fosfotransferaza
Difosfat—serin fosfotransferaza (EC 2.7.1.80, pirofosfat-serinska fosfotransferaza, pirofosfat-L-serinska fosfotransferaza) je enzim sa sistematskim imenom difosfat:L-serin O-fosfotransferaza. Ovaj enzim katalizuje sledeću hemijsku reakciju
difosfat + L-serin {\displaystyle \rightleftharpoons } fosfat + O-fosfo-L-serin

## Literatura
- Nicholas C. Price; Lewis Stevens (1999). Fundamentals of Enzymology: The Cell and Molecular Biology of Catalytic Proteins (Third изд.). USA: Oxford University Press. ISBN 019850229X.
- Eric J. Toone (2006). Advances in Enzymology and Related Areas of Molecular Biology, Protein Evolution (Volume 75 изд.). Wiley-Interscience. ISBN 0471205036.
- Branden C; Tooze J. Introduction to Protein Structure. New York, NY: Garland Publishing. ISBN 0-8153-2305-0.
- Irwin H. Segel. Enzyme Kinetics: Behavior and Analysis of Rapid Equilibrium and Steady-State Enzyme Systems (Book 44 изд.). Wiley Classics Library. ISBN 0471303097.

## Spoljašnje veze
- Diphosphate---serine+phosphotransferase на 